# 三月廿九
三月廿九，农历三月第二十九天。

## 大事记
- 天宝十三载（754年，万春公主嫁给杨国忠的幼子、鸿胪卿杨朏。
- 宣统三年（1911年4月27日），广州黄花岗起义。

## 出生
- 称光天皇，应永八年（1401年），101代天皇。
- 元泰定帝泰定三年，元宁宗懿璘质班。

## 逝世
- 唐贞元十九年，宜都公主。
- 北宋太宗至道三年，宋太宗赵光义。
- 北宋仁宗嘉祐八年，宋仁宗赵祯。

## 其他内容
- 十斋日

## 参看
- 日历
- 三月廿七 - 三月廿八 - 三月廿九 - 三月三十- 四月初一
- 二月廿九 - 三月廿九 - 四月廿九
- 正月 - 二月 - 三月 - 四月 - 五月 - 六月 - 七月 - 八月 - 九月 - 十月 - 十一月 - 腊月